# Madison Rayne
Ashley Nichole Simmons (* 5. Februar 1986 in West Lafayette, Ohio) ist eine US-amerikanische Wrestlerin. Bekannt wurde sie vor allem während ihrer Zeit bei Total Nonstop Action Wrestling, wo sie unter dem Ringnamen Madison Rayne auftrat.

## Privatleben
Simmons heiratete Jesse Cabot am 8. Februar 2011. Am 17. März 2013 kündigte sie an, dass sie zum ersten Mal schwanger sei. Ende August kam ihre Tochter zur Welt.

## Wrestling-Karriere

### Anfänge
Simmons begann ihre Karriere 2005 in der Independentszene im amerikanischen Bundesstaat Ohio. Bei der Promotion Ohio Championship Wrestling gewann sie als Laxi Lane 2007 und 2008 insgesamt zwei Mal die OCW Women's Championship, deren erste Titelträgerin sie war. Am 19. Oktober 2008 gewann Simmons, nun als Ashley Lane auftretend, zusammen mit Neveah bei der Frauen-Wrestling Organisation Shimmer Women Athletes, ebenfalls als erste Titelträgerin, die Shimmer Tag Team Championship. Den Titel verloren sie im Mai 2009.

### Total Nonstop Action Wrestling (2009–2018)
In der TNA iMPACT!-Ausgabe vom 8. Januar 2009 debütierte Simmons unter ihrem aktuellen Ringnamen Madison Rayne bei Total Nonstop Action Wrestling. Kurz darauf wurde sie Mitglied bei den Beautiful People, bestehend aus Angelina Love (später durch Lacey Von Erich ersetzt) und Velvet Sky. Am 8. März 2010 gewann sie mit Sky die TNA Knockout Tag Team Championship. Bei Lockdown am 18. April 2010 verteidigte sie mit Sky den Titel gegen Tara und Angelina Love, welche die TNA Women’s Knockout Championship hielt. Dabei pinnte Simmons Tara und gewann, durch eine spezielle Match-Klausel den Titel von Love und wurde somit zur bisher einzigen, die beide Frauen-Titel von TNA hielt. Am 11. Juli 2010 bei Victory Road verlor sie den Titel durch Disqualifikation wieder an Love, bekam ihn jedoch zwei Tage später bei iMPACT! wieder, da keine der Beautiful People in ihr Match eingegriffen hatte und somit der Titelwechsel nicht rechtens war. Am 27. Juli 2010 verlor sie den Tag Team Titel an Hamada & Taylor Wilde, nachdem sie selbst in die Titelverteidigung von Velvet Sky & Lacey von Erich eingriff. 

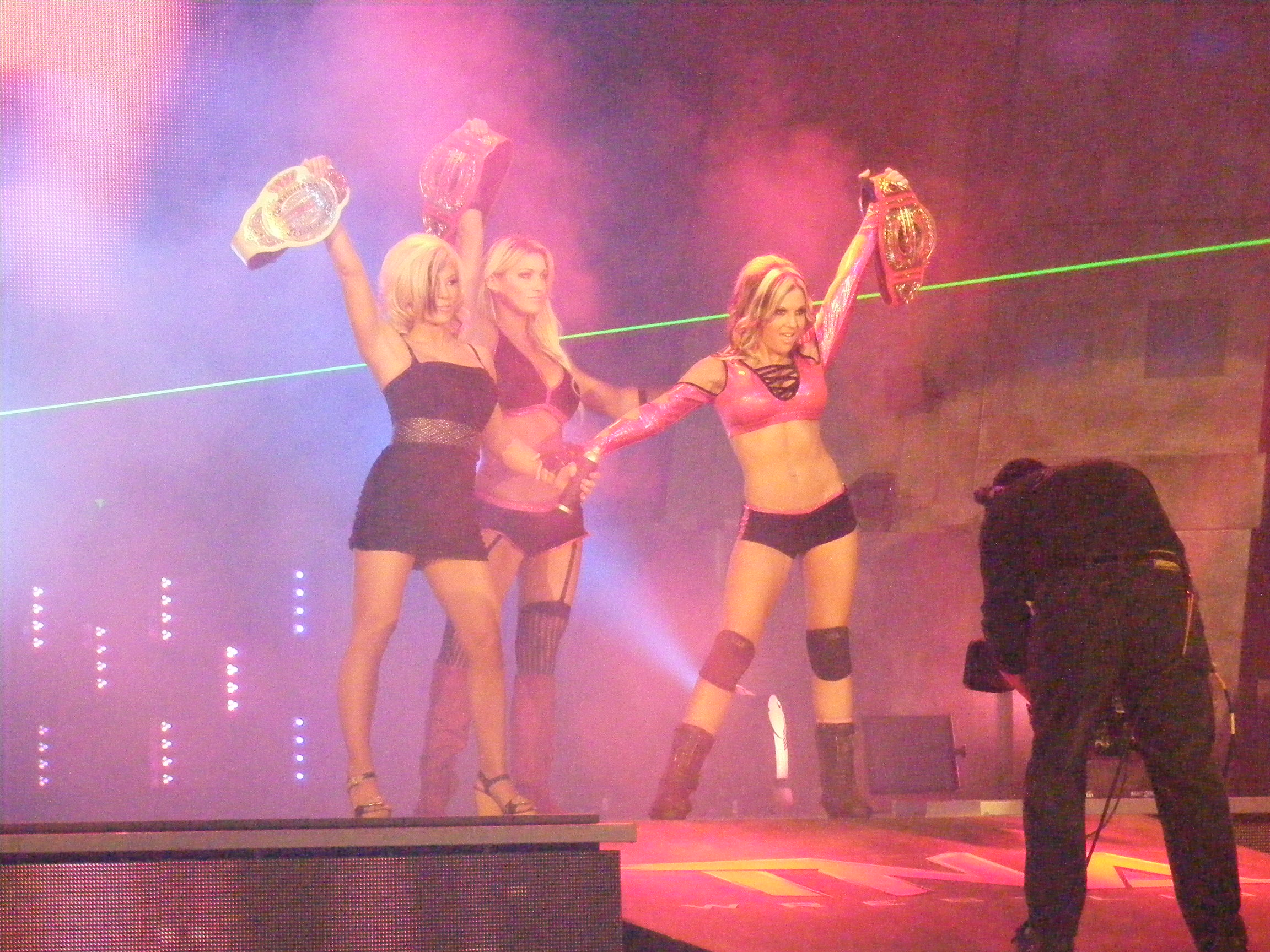
Madison Rayne, Lacey Von Erich und Velvet Sky als The Beautiful People, 2010.

Den Einzeltitel musste Simmons bei The Whole F'n Show am 9. August 2010 erneut an Angelina Love abgeben. Kurz danach entpuppte sich Tara als mysteriöse Motorradfahrerin, die mehrmals zu Gunsten von Simmons eingriff und sie begleitete. Dabei bildeten beide eine Allianz, wobei Tara bei ihr „unter Vertrag“ stand. Am 11. Oktober 2010 gewann Simmons zum dritten Mal den Einzeltitel, nachdem sich ihre „Partnerin“ Tara für sie zum Pin hinlegen musste, da diese den Titel einen Tag zuvor bei Bound for Glory gewann. Den Titel gab sie nach 188 Tagen bei Lockdown am 17. April 2011 an Mickie James ab. Bei Sacrifice einen Monat später verlor Simmons ihr Rückmatch gegen Mickie James. Daraufhin folgte eine kurze Fehde zwischen Simmons und Tara, da diese durch das verlorene Match von Simmons nicht mehr an sie gebunden war. Am 26. Oktober 2011 gewann sie bei den Aufzeichnungen zu Impact Wrestling mit Gail Kim die TNA Knockout Tag Team Championtitel von Brooke Tessmacher und Tara. Diesen Titel hielt das Team bis zum 28. Februar 2012. Bei den Tapings zu Impact Wrestling verloren sie den Titel an Eric Young und ODB.
Bei der als PPV ausgestrahlten Show Hardcore Justice am 12. August 2012 gewann sie zum vierten Mal den TNA Women's Knockout Championtitel, nachdem sie Miss Tessmacher besiegte. Den Titel verlor Simmons jedoch bereits vier Tage später bei Impact Wrestling wieder an Miss Tessmacher.
Am 3. Juli 2013 gab sie via Twitter bekannt, dass ihr Vertrag mit TNA ausgelaufen sei und nicht verlängert wurde.
Am 12. Dezember kehrte Simmons bei der Impact Wrestling-Episode zurück und machte den Save für ODB gegen Gail Kim und Lei'D Tapa.
Am 16. Januar 2014, bei Impact Wrestling: Genesis konnte Rayne Gail Kim besiegen und die Women's Knockout Championship zum fünften Mal gewinnen.
Am 27. April 2014 musste sie die Women's Knockout Championship an Angelina Love, bei Sacrifice abgeben.

### Ring of Honor Wrestling (2017–2018)
Beim Survival of the Fittest Event trat Rayne gegen Deonna Purrazzo an. Sie trat auch später beim  Women of Honor Championship Turnier an verlor aber in der ersten Runde gegen Mandy Leon.

### WWE (2018)
Am 30. Juli 2018 kündigte WWE an, dass Rayne im Mae Young Classic Turnier 2018 antreten wird.

## Wrestling-Erfolge
Total Nonstop Action Wrestling
- TNA Knockouts Championship (5×)
- TNA Knockouts Tag Team Championship (1× mit Lacey Von Erich und Velvet Sky, 1× Gail Kim)

- Shimmer Women Athletes
  - Shimmer Tag Team Championship (1× mit Nevaeh)

Ohio Championship Wrestling
- OCW Women's Championship (2×)

Dynamite Championship Wrestling
- DCW Women's Championship (1×)

Zero 1 USA
- Zero 1 USA Women's Championship (1×)